# Linderås landskommun
Linderås landskommun var en tidigare kommun i Jönköpings län.

## Administrativ historik
När 1862 års kommunalförordningar trädde i kraft den 1 januari 1863 inrättades i Sverige cirka 2 400 landskommuner samt 89 städer och ett mindre antal köpingar.
Då inrättades i Linderås socken i Norra Vedbo härad i Småland denna kommun.
Vid kommunreformen 1952 bildade den storkommun genom sammanläggning med den tidigare landskommunen Adelöv.
1967 upplöstes storkommunen och området inordnades i dåvarande Tranås stad som sedan 1971 ombildades till Tranås kommun.
Kommunkoden var 0606.

### Kyrklig tillhörighet
I kyrkligt hänseende tillhörde kommunen Linderås församling. Den 1 januari 1952 tillkom Adelövs församling.

## Geografi
Linderås landskommun omfattade den 1 januari 1952 en areal av 223,14 km², varav 204,49 km² land. Efter nymätningar och arealberäkningar färdiga den 1 januari 1957 omfattade landskommunen den 1 november 1960 en areal av 222,19 km², varav 204,86 km² land.

### Tätorter i kommunen 1960
I Linderås landskommun fanns den 1 november 1960 ingen tätort. Tätortsgraden i kommunen var då alltså 0,0 procent.

## Politik

### Mandatfördelning i valen 1938–1962
| 6 | 5 | 6 | 3 |

| 19 |

| 4 | 7 | 6 | 3 |

| 18 |

| 4 | 9 | 5 | 2 |

| 18 |

| 6 | 15 | 9 | 5 |

| 30 | 5 |

| 5 | 13 | 10 | 7 |

| 30 | 5 |

| 5 | 14 | 9 | 7 |

| 31 |

| 5 | 12 | 8 | 5 |

| 26 |